# Morbius (film)
Morbius is een Amerikaanse superheldenfilm uit 2022, gebaseerd op het gelijknamige personage uit de Marvel Comics. De film wordt geproduceerd door Columbia Pictures in samenwerking met Marvel en wordt gedistribueerd door Sony Pictures Releasing. Morbius wordt de derde film die zich in het Sony's Spider-Man Universe afspeelt. De film werd geregisseerd door Daniel Espinosa en volgt een script van Matt Sazama & Burk Sharpless en Art Marcum & Matt Holloway, en vertoont Jared Leto als Michael Morbius met medespelers als Matt Smith, Adria Arjona, Jared Harris, Al Madrigal en Tyrese Gibson. In de film verandert Morbius in een soort vampier nadat hij probeert zichzelf te genezen van een zeldzame bloedaandoening.
De film is de eerste film uit Sony's Spider-Man Universe die refereert aan de Spider-Man-films die zich afspelen in de Marvel Cinematic Universe.

## Verhaal
Lijdend aan een zeldzame bloedaandoening probeert Dr. Michael Morbius een gevaarlijk medicijn uit, dat hem een vorm van vampirisme bezorgt.

## Rolverdeling
- Jared Leto als Michael Morbius: een wetenschapper die lijdt aan een zeldzame bloedaandoening. Hij probeert zichzelf te genezen, maar in plaats daarvan wordt hij getroffen door een vorm van vampirisme. Dit brengt bij hem bovenmenselijke vaardigheden teweeg zonder de bijgelovige zwaktepunten van vampieren.
- Matt Smith als Lucias Crown: een vriend van Morbius die aan dezelfde zeldzame bloedaandoening lijdt.
- Adria Arjona als Martine Bancroft: Morbius zijn assistent dokter.
- Jared Harris als Dr. Emil Nicholas:Morbius' mentor.
- Al Madrigal als Alberto "Al" Rodriguez: een FBI-agent op jacht naar Morbius.
- Tyrese Gibson als Simon Stroud: een FBI agent op jacht naar Morbius.
- Corey Johnson als Mr. Fox: een huursoldaat.
- Michael Keaton als Adrian Toomes / Vulture: een crimineel die na de gebeurtenissen van Spider-Man: No Way Home (2021) verschijnt in het "Sony's Spider-Man Universe" vanuit het Marvel Cinematic Universe. Adrian Tooomes verscheen eerder als de hoofdschurk in de film Spider-Man: Homecoming (2017).

## Productie
Na het aankondigen van plannen voor een nieuw universum voor personages ontleend uit de Spider-Manstripverhalen, was de eerste film in dit universum Venom uit 2018.  Sony werd bekendgemaakt als de ontwikkelaar van de film gebaseerd op het personage Morbius. Sazama en Sharpless hadden in november 2017 het script geschreven. Leto en Espinosa hielpen officieel mee vanaf juni 2018. Het echte werk begon op zijn vroegst aan het einde van dat jaar, met onder andere verdere casting. Met de productie van de film werd gestart in februari 2019 in Londen. Het filmen werd afgerond in juni 2019.

## Release
De film ging in première op 10 maart 2022 op de Plaza Carso in Mexico-Stad en werd op 1 april 2022 in de Verenigde Staten uitgebracht in IMAX.